# Gare de Breteil
Gare de Breteil vasútállomás Franciaországban, Breteil településen.

## Vasútvonalak
Az állomást az alábbi vasútvonalak érintik:
- Párizs–Brest-vasútvonal

## Kapcsolódó állomások
A vasútállomáshoz az alábbi állomások vannak a legközelebb:
- Gare de L'Hermitage - Mordelles (Paris Gare Montparnasse, Párizs–Brest-vasútvonal)
- Gare de Montfort-sur-Meu (Gare de Brest, Párizs–Brest-vasútvonal)